# Bernd Overwien
Bernd Overwien (* 15. Dezember 1953 in Haltern, heute Haltern am See) war bis zu seiner Pensionierung 2019 Professor für Politikdidaktik an der Universität Kassel. Seit 2020 lehrt er an der Hochschule für Nachhaltige Entwicklung in Eberswalde. Seit 2021 ist er Seniorprofessor im Bereich Sachunterricht der Humboldt-Universität Berlin.

## Leben
Nach einer Ausbildung zum Starkstromelektriker in Marl-Hüls und anschließender Tätigkeit als Elektriker in Berlin absolvierte Overwien den Realschulabschluss und das Abitur auf dem Zweiten Bildungsweg. Als Stipendiat der Hans-Böckler-Stiftung des DGB absolvierte er das Lehramtsstudium für die Fächer Technik/Arbeitslehre und Sozialkunde und arbeitete dann in der beruflichen Bildung. Sein Magisterexamen legte er in Erziehungswissenschaft und Technik/Arbeitslehre ab. Seit 1989 war er wissenschaftlicher Mitarbeiter und Wissenschaftlicher Assistent an der TU Berlin. Dort leitete er bis Ende 2007 die „Arbeitsstelle Globales Lernen und Internationale Kooperation“.
Die Promotion hatte das Thema Beruflicher Kompetenzerwerb und Beschäftigung im städtischen informellen Sektor in Nicaragua am Beispiel des Barrio 19. Juli, Managua (1995). Seine Habilitation an der Carl von Ossietzky Universität Oldenburg befasste sich mit dem Thema Informelles Lernen, theoretische Diskussion und Forschungsansätze (2001). 2005 erfolgte seine Umhabilitation zur FU Berlin.
2008 trat Overwien den Lehrstuhl „Didaktik der Politischen Bildung“ an der Universität Kassel an. Seine Arbeitsschwerpunkte sind Politische Bildung für nachhaltige Entwicklung/Globales Lernen, die Verbindung von informellen und formalen Lernformen der politischen Bildung und in diesem Zusammenhang auch die Kooperation von schulischer und außerschulischer Bildung. Bernd Overwien ist Vertrauensdozent der Hans-Böckler-Stiftung. Er setzt sich für die Internationalisierung von Forschung und Lehre ein. Forschungs- und Studienaufenthalte, sowie Exkursionen mit Studierenden gingen nach Nicaragua, Spanien, Argentinien, Kamerun; Malawi, Bolivien, USA, Kanada, Äthiopien, Kuba, Israel, Ecuador, Kolumbien und die Schweiz.
Overwien war von 2010 bis 2013 Studiendekan und Dekan des Fachbereichs Gesellschaftswissenschaften der Universität Kassel. Von 2015 bis 2018 gehörte er dem Senat der Universität an. Von 2009 bis 2019 war er Vorsitzender der hessischen Deutschen Vereinigung für Politische Bildung (DVPB).
Seit Oktober 2021 ist Bernd Overwien Seniorprofessor am Institut für Erziehungswissenschaften der Humboldt-Universität Berlin,
Arbeitsbereich Sachunterricht und seine Didaktik.

## Publikationen (Auswahl)
- Overwien, Bernd; Rathenow, Hanns-Fred (Hrsg.): Globalisierung fordert politische Bildung. Politisches Lernen im globalen Kontext. Leverkusen-Opladen 2009
- Hethke, Marina; Menzel, Susanne; Overwien, Bernd: Das Potenzial von Botanischen Gärten als Lernorte zum Globalen Lernen. In: Zeitschrift für internationale Bildungsforschung und Entwicklungspädagogik (ZEP). Heft 3 (2010), 16–20
- Peter, Horst; Moegling, Klaus; Overwien, Bernd;(Hrsg.): Politische Bildung für nachhaltige Entwicklung. Immenhausen bei Kassel 2011
- Hufer, Klaus-Peter; Länge, Theo; Menke, Barbara; Overwien, Bernd; Schudoma, Laura; (Hrsg.): Wissen und Können. Wege zum professionellen Handeln in der politischen Bildung. Schwalbach/Ts. 2013
- Overwien, Bernd: Informelles Lernen – ein historischer Abriss. In: Harring, Marius; Witte, Matthias D.; Burger, Timo (Hrsg.): Handbuch informelles Lernen. Interdisziplinäre und internationale Perspektiven. Weinheim 2016, S. 41–51
- Overwien, Bernd: Informelles Lernen und politische Bildung. In. Rohs, Matthias (Hrsg.): Handbuch informelles Lernen. Wiesbaden 2016
- Overwien, Bernd: Education for Sustainable Development and Global Learning – References to Teaching Right Livelihood. In: Christoforatou, Ellen (ed.): Education in a Globalized World. Teaching Right Livelihood. Immenhausen/Kassel 2016, S. 40–56
- Emde, Oliver; Jakubczyk, Uwe; Kappes, Bernd; Overwien, Bernd (Hrsg.) (2017): Mit Bildung die Welt verändern? Globales Lernen für eine nachhaltige Entwicklung. Opladen
- Besand, Anja; Overwien, Bernd; Zorn, Peter (Hrsg.): Politische Bildung mit Gefühl. Bonn: BpB 2019 siehe [6]
- Overwien, Bernd: Educación civica en Alemania: desarrollo y aspectos de la discusión actual. Bogotá 2019 siehe [7]
- Overwien, Bernd: Bildung für nachhaltige Entwicklung und globales Lernen. In: Bade, Gesine; Henkel, Nicholas; Reef, Bernd: Politische Bildung: Vielfältig – kontrovers – global. Festschrift für Bernd Overwien. Frankfurt 2020, S. 230–247
- Albrecht, Achim; Bade, Gesine; Eis, Andreas; Jakubczyk, Uwe; Overwien, Bernd (Hg): Jetzt erst recht: Politische Bildung! Bestandsaufnahme und bildungspolitische Forderungen. Frankfurt/Main 2020.
- Overwien, Bernd: Politische Pflanzen. ZEP : Zeitschrift für internationale Bildungsforschung und Entwicklungspädagogik 45 (2022) 2, S. 4–8 doi:10.25656/01:25298
- Overwien, Bernd: La educación política no es neutral. In: Pardo, Marcela; Peters, Stefan (Hrsg.): Educación Política Debates de una historia por construer. Bogota 2023, siehe: [8] (15. Januar 2023)
- Overwien, Bernd: Gustav Kötter aus Herford – als Kaufmann in Lateinamerika und Afrika. In: Kreisheimatverein Herford e.V. und Kommunalarchiv Herford (Hg.): Historisches Jahrbuch für den Kreis Herford 2024. Band 31. Bünde: Hügelland-Verlag, S. 217–242.
- Overwien, Bernd; Glaser, Edith: Arbeit im Exil: Fritz Karsen als Bildungsreformer in Kolumbien und Ecuador. In: Elverich, Gabi; Overwien, Bernd; Plocher, Ryan (Hrsg.) (2024): „Eine Schule für Alle!?“ Chancen und Herausforderungen. Festschrift zum 75.jährigen Jubiläum der Fritz-Karsen-Schule, S. 139–156